# 細中久里寿
細中 久里寿（ほそなか くりす、1991年5月25日 - ）は、日本の元男子バレーボール選手。

## 来歴
千葉県鎌ケ谷市出身。
船橋市立船橋高等学校を経て、順天堂大学に進む。2009年の第64回国民体育大会で優勝。大学時代は全日本インカレで優勝した。 2011年にブラジルで行われたバレーボール男子ジュニア世界選手権日本代表メンバーとなる。
大学卒業後の2014年、豊田合成トレフェルサ（現・ウルフドッグス名古屋）に入団した。天皇杯優勝、Vリーグ優勝を果たす。
2017年の第66回黒鷲旗全日本男女選抜バレーボール大会を最後に現役を引退した。
2020年現在はVリーグの解説、英会話教室のマネージャー、小学校体育の講師を勤める。

## 所属チーム
- 船橋市立船橋高等学校
- 順天堂大学
- 豊田合成トレフェルサ（2014-2017年）